# Psychotria duricoria
Psychotria duricoria är en måreväxtart som beskrevs av Paul Carpenter Standley och Julian Alfred Steyermark. Psychotria duricoria ingår i släktet Psychotria och familjen måreväxter.

## Underarter
Arten delas in i följande underarter:
- P. d. duricoria
- P. d. longiloba